# Anna Blaman

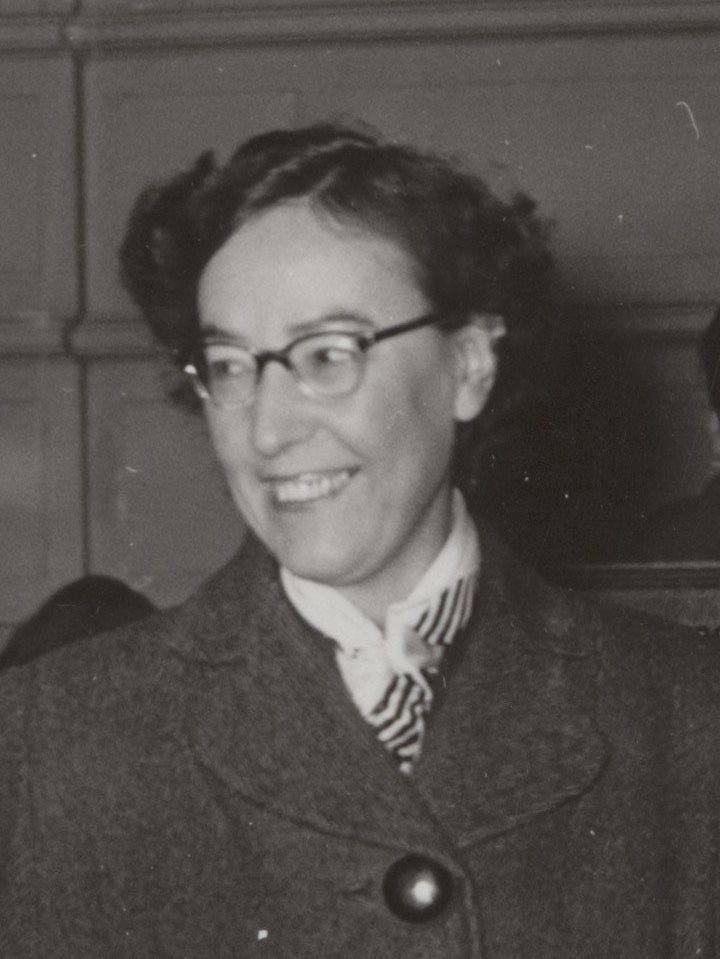
Anna Blaman (1955)

Anna Blaman, eigentlich Johanna Petronella Vrugt (* 31. Januar 1905 in Rotterdam; † 13. Juni 1960 ebenda), war eine niederländische Schriftstellerin.

## Leben
Sie wurde als zweites Kind aus der Ehe von Pieter Vrugts mit Johanna Wessels am 31. Januar 1905 in Rotterdam geboren. Anna Blaman kränkelte ihr ganzes Leben. Ihr Vater starb, als Blaman 12 Jahre alt war, im Alter von 44 Jahren. Die Mutter verkaufte nach dem Tod ihres Mannes das Geschäft und eröffnete 1918 eine Pension in der Westewagenstraat. Im Jahr 1928 zog die Familie in die Vliegerstraat 50a. Dort lebte sie bis zu ihrem Tod.
Anna Blaman arbeitete an verschiedenen Grundschulen und studierte Niederländische Sprache und Literatur an der Haager Schule. Aus gesundheitlichen Gründen musste sie das Studium 1936 aufgeben. Im Rotterdamer Bergweg-Krankenhaus (niederländisch Bergwegziekenhuis) verliebte sie sich in ihre Pflegerin Alie Bosch und blieb mit ihr bis zum Tod in Verbindung.
Während des Krieges studierte sie Französische Sprache und Literatur und erwarb im Dezember 1945 das französische MO-Zertifikat. Sie unterrichtete privat Französisch und Niederländisch und lebte anschließend von literarischer und journalistischer Tätigkeit. In einigen ihrer Werke tauchen biografische Elemente auf.
Anna Blaman starb am 13. Juni 1960 im Alter von 55 Jahren in Rotterdam an den Folgen einer Gehirnblutung.

## Schaffen
In Rotterdam widmete sie sich dem kulturellen Wiederaufbau und arbeitete bei der Rotterdamer Comedie als Dramaturgin und Übersetzerin von Bühnenwerken von Brecht, Ghelderode, Sartre und Troyat.
Mit dem Werk von Blaman, in dem Liebe und Erotik, die Einsamkeit sowie die Urangst vor dem Nichts im Mittelpunkt stehen, hielt der Existenzialismus Einzug in die niederländische Literatur. Bereits mit Frau und Freund (1941) fand Blaman Anerkennung als moderne Autorin, populär wurde sie aber erst mit dem skandalumwobenen, kunstvoll strukturierten Roman Einsames Abenteuer (1948, deutsch 1988). In ihm schildert Blaman mit autobiografischen Bezügen die Probleme lesbischer Liebe.

## Werke (Auswahl)
- Vrouw en Vriend. (deutsch Frau und Freund.) Neuausgabe: Samenw. uitgeverijen Meulenhoff Boekerij; 1. Edition 1999, ISBN 978-90-290-0127-4.
- Eenzaam aventuur. (deutsch Einsames Abenteuer) 1948. Neuausgabe: Arche Literatur Verlag AG, Zürich 1988, ISBN 978-3-7160-2071-5.
- Op leven en dood. (deutsch Auf Leben und Tod.) Neuausgabe: Meulenhoff, Amsterdam 1985, ISBN 978-90-290-2401-3.
  - Auf Leben und Tod. Neuausgabe: Arche Literatur Verlag AG, Zürich 1990, ISBN 978-3-7160-2104-0.
- De Verliezers. (deutsch Die Verlierer.) Neuausgabe: Meulenhoff, Amsterdam 1969.
- Overdag en andere verhalen. Meulenhoff, Amsterdam 1957.

## Preise und Auszeichnungen
- 1949: Prosapreis der Stadt Amsterdam für Eenzaam aventuur[2]
- 1956: Prosapreis der Stadt Amsterdam für Op leven en dood[2]
- 1957: P.C.-Hooft-Preis

## Posthume Ehrung
- 1965: Anna-Blaman-Preis der Stadt Amsterdam